# Eustatius van Vlaanderen
Eustatius van Vlaanderen of Henegouwen was een lid van het huis Vlaanderen en de broer van de Latijnse keizers Boudewijn I en Hendrik alsook regent van het koninkrijk Thessalonica van 1209 tot 1216.

## Leven
Eustatius was een jongere zoon van Margaretha van de Elzas, gravin van Vlaanderen, en Boudewijn de Moedige, graaf van Henegouwen, markgraaf van Namen en graaf-gemaal van Vlaanderen. Zijn oudere broers Boudewijn I (r. 1204-1205) en Hendrik (r. 1205-1216) namen deel aan de Vierde Kruistocht en waren de eerste twee keizers van het Latijnse keizerrijk van Constantinopel. 
Eustatius nam zelf waarschijnlijk niet deel aan deze kruistocht en dook pas in 1206 op onder de belangrijkste edelen van het Latijnse keizerrijk. Hij was duidelijk een van die edelen uit Vlaanderen die door zijn broers werden uitgenodigd om naar het Latijnse keizerrijk te komen. In 1208 werd hij erop uitgestuurd om een garnizoen in het Rodopigebergte aan te voeren, die behoorde tot de autonome prins Alexius Slav. In de zomer van 1209 maakte Hendrik een einde aan een opstand van de Lombardische baronnen van het koninkrijk Thessalonica en bracht het onder zijn effectieve controle door de benoeming van Eustatius (mogelijk samen met Berthold van Katzenelnbogen) als regent voor de minderjarige koning Demetrius van Monferrato (januari 1209). De Griekse despoot van Epirus, Michaël I Komnenos Doukas, zond gezanten om een alliantie voor te stellen. Hendrik wantrouwde de oprechtheid van Michaël I, maar stuurde toch een gezant naar Epirus met zijn voorwaarden, die erop neerkwamen dat Michaël zichzelf tot een vazal van het Latijnse keizerrijk moest verklaren. Ter bevestiging van het pact trouwde Eustatius tijdens het parlement van Ravennica (mei 1209) met een dochter van Michael en deze kreeg een derde van haar vaders land als bruidsschat.
Eustatius wordt voor het laatst vermeld in de bronnen in april 1217 als aanwezig op de kroning van de nieuwe Latijnse keizer, Peter II van Courtenay, en zijn zus, Yolande van Vlaanderen. Eustatius vergezelde vermoedelijk Peter tijdens diens over land gaande mars naar Epirus, waar hij dan samen met Peter werd gevangen genomen door Theodoros Komnenos Doukas en in gevangenschap overleed.